# Anthony Muroni
Anthony Muroni (Perth, 6 agosto 1972) è un giornalista e scrittore italiano.

## Biografia
Dal settembre 2024 dirige il telegiornale di Telesardegna, continuando a condurre sulla stessa emittente televisiva il programma di attualità Zoom, di cui è responsabile fin dal 2022. Parallelamente, ricopre il ruolo di componente dei Comitati di indirizzo dei corsi di Laurea in Scienze del Turismo dell’Università di Cagliari e di Architettura dell’Università di Sassari e consulente della Commissione parlamentare d'inchiesta sulla tragedia della Moby Prince.
Il 1º luglio 2021 è stato nominato come primo presidente della Fondazione Mont’e Prama, creata per la promozione e la valorizzazione dei Giganti di Mont’e Prama e dei beni archeologici associati nel territorio di Cabras, tra cui Tharros, l’Ipogeo di San Salvatore e la Torre di San Giovanni. Sotto la sua guida, la Fondazione ha consolidato il proprio ruolo nella tutela di questo patrimonio culturale, con un focus su ricerca, programmi internazionali, infrastrutturazione, didattica, campagne di comunicazione e sviluppo locale. 
Nel 2021 è stato Direttore artistico del Comitato per le Celebrazioni dei 150 anni dalla nascita del Premio Nobel Grazia Deledda, ideando diverse eventi che si sono svolti in ambito nazionale e internazionale.
Dal gennaio 2019 al settembre 2022 ha svolto l’incarico di responsabile della comunicazione per l’Ufficio Stampa della Presidenza della Commissione per l'Archivio Storico e della Biblioteca del Senato della Repubblica. Durante lo stesso periodo, ha ideato e condotto Cronache a domicilio, una serie di interviste online incentrate su figure rilevanti della cultura, della politica e della società sarda, lanciate durante il lockdown per la pandemia di COVID-19. Nel 2020 è stato nominato Direttore del Comitato Tecnico Scientifico del progetto di ricerca internazionale "Storia e memorie", istituito presso il Senato della Repubblica.
Nel 2017 è stato tra i fondatori dell’associazione culturale Sardos, un’iniziativa volta a stimolare l’elaborazione di nuove strategie per lo sviluppo della Sardegna. Ha inoltre presieduto importanti premi letterari, tra cui il Premio “Giulio Angioni” di Guasila e il Premio “Montanaru” di Desulo, ed è membro della giuria per il Premio letterario internazionale “Grazia Deledda” di Galtellì.
Dal 2013 al 2016 ha diretto il quotidiano L'Unione Sarda, assumendo parallelamente la gestione di Radiolina e della piattaforma digitale Unionesarda.it. Durante il suo mandato ha condotto il talk show televisivo Dentro la notizia su Videolina.
La sua esperienza giornalistica è iniziata a 18 anni con La Nuova Sardegna, collaborando con le pagine sportive. Tra il 1997 e il 2000 ha coordinato la redazione giornalistica di Radio Planargia, a Bosa. Nel 1999 entra a L'Unione Sarda, dove si dedica inizialmente alla cronaca nera e giudiziaria nelle redazioni di Oristano e Nuoro, per poi passare, dal 2008, alla redazione centrale di Cagliari, prima nella redazione di Cronaca e poi svolgendo il ruolo di inviato e capo del reparto Politica.
È autore di saggi e romanzi, oltre che di docufilm, realizzati per diverse case di produzione.
Si è laureato in Scienze Politiche con una tesi sulla censura fascista in Sardegna, approfondendo le dinamiche storiche e sociali dell’isola. La sua formazione e la sua esperienza giornalistica lo hanno portato a emergere come figura poliedrica nel panorama culturale, comunicativo e istituzionale della Sardegna.

## Opere
- Peppino Pes: l'inedita confessione del prete bandito, L'Unione Sarda, 2004.
- Il sangue della festa. Mortu in die nodida, Ethos Edizioni, 2012 ISBN 8895226283.
- Francesco Cossiga dalla A alla Z. Il vocabolario del sardo che viveva per la politica, Ethos Edizioni, 2012 ISBN 8895226240.
- Venticinque anni. Fatti, personaggi, interviste. Appunti sparsi di un cronista, Edizioni La Zattera, 2017 ISBN 8885586066.
- Cossiga e l'alfabeto con la K, Santelli Editore, 2020 ISBN 9788892920125
- Mario Melis il Presidente dei Sardi, Edizioni Arkadia, 2021 ISBN 9788868513269